# こんにゃく餅
こんにゃく餅（こんにゃくもち）は、福島県東白川郡塙町の菓子司 陣野で販売されている菓子。

## 概要
こんにゃく粉ともち米の粉を練った菓子である。無添加のため、塙町でしか購入できない。「山ふぐ餅」と呼ばれることもある。独特の柔らかい触感が特徴。

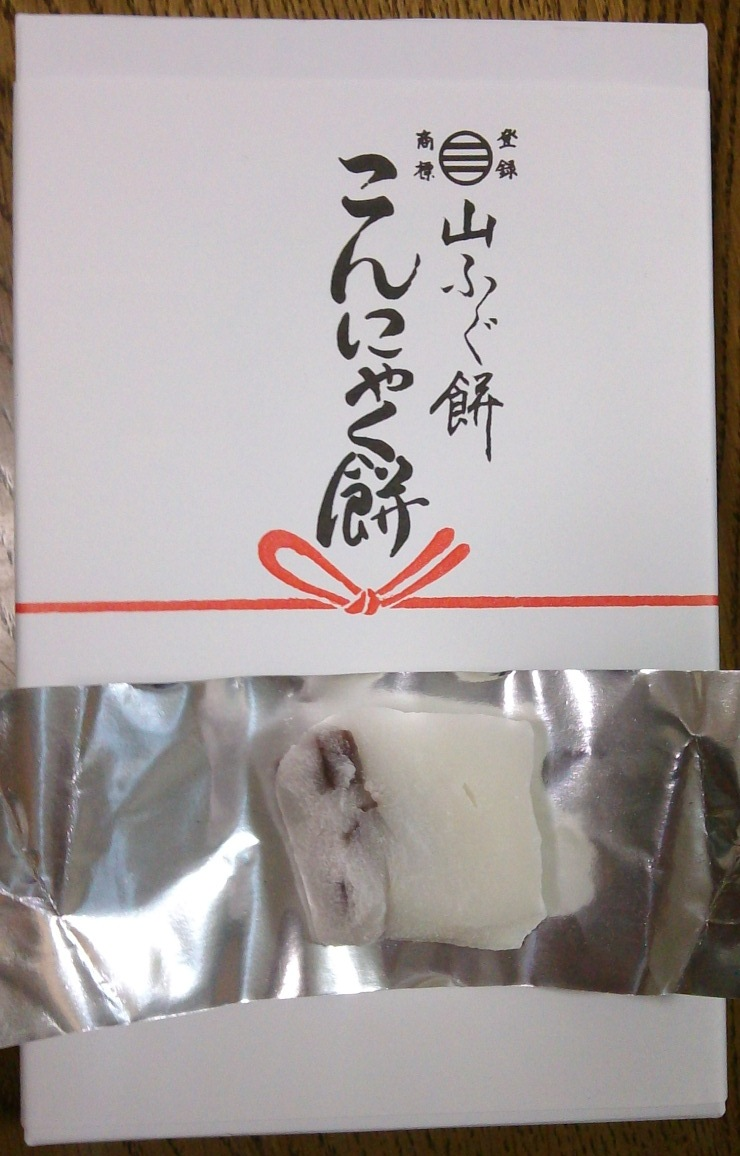

## 歴史
この菓子の誕生には、プロレスラーのジャイアント馬場が大きな影響を与えている。1966年に塙町で行われたプロレス興行の際、ジャイアント馬場が露店で特産のこんにゃくを使ったおでんをあっという間に平らげ、その美味しさに驚いた。それを見た陣野の初代が「こんにゃくを使った菓子を作れないか」と約3年の試行錯誤を経て、こんにゃく餅が誕生したという。